# Mednarodno nelastniško ime
Mednarodno nelastniško ime (angleško International Nonproprietary Name, INN) je uradno nelastniško ali generično ime določene farmacevtske substance, ki ga potrdi Svetovna zdravstvena organizacija (SZO). Obstaja namreč množica lastniških imen posameznih substanc, kar povzroča zmedo in nenatančnost pri poimenovanju.
INN imena imajo v farmacevstkem izrazoslovju podobno vlogo kot IUPAC imena v kemiji. 
SZO izdaja INN imena v angleščini, latinščini, francoščini, ruščini in španščini, v zadnjem času pa tudi v arabščini in kitajščini.

## Zgled
| INN:                   | Paracetamol                                                  |
| Slovensko ime:         | Paracetamol                                                  |
| Ameriško ime:          | Acetaminophen                                                |
| Druga generična imena: | N-acetil-p-aminofenol, APAP, p-Acetamidofenol, Acetamol, ... |
| Lastniška imena:       | Lekadol®, Panadol®, Panamax®, Calpol®, Doliprane®, ...       |
| IUPAC-ime:             | N-(4-hidroksifenill)-acetamid                                |